# Королівський гвельфський орден
Королівський Гвельфський Орден (англ. The Royal Guelphic Order, нім. Guelphen-Orden, іноді також має назви Ганноверський Гвельфський Орден, орден Гвельфів) — лицарський орден, створений 28 квітня 1815 принцом-регентом Георгом і затверджений 12 серпня того ж року, який так і не ввійшов у перелік британських лицарських орденів і пішов у небуття із смертю Вільгельма IV у 1837, коли особиста унія Сполученого Королівства і Ганновера закінчилася. Орден був названий на честь династії Вельфів, до якої належали королі Ганноверської династії. Його знаком була октагональна зірка з червоним щитом посередині і на ньому зображався білий кінь, символ Ганновера. Орденом нагороджувалися як цивільні, так і воєнні британські і ганноверькі піддані. Орден мав три ступені:
- Лицар-Великий Командор (GCH),
- Лицар-Командор (KCH),
- Лицар (KH)[2].

Даним орденом нагороджувалися особи за видатну службу на благо Сполученого Королівства і Ганновера. Орден продовжував своє існування на території Ганновера аж до 1918 року.
Девіз ордену — NEC ASPERA TERRENT (лат. Труднощі не лякають).